# Trachylinae
Trachylinae Haeckel, 1879 sono una sottoclasse degli idrozoi.

## Descrizione
La fase polipoide di questo gruppo è molto ridotta oppure assente. Le meduse sono craspedote (ossia con velum) e con tentacoli che, nella maggior parte dei casi, nascono sull'esombrella. Il bordo dell'ombrello è molto sviluppato.

## Biologia
Quasi tutte le Trachylinae sono dioiche. Dalla medusa si forma una larva planula che si sviluppa direttamente per formare una larva actinula, che subisce una metamorfosi per diventare una medusa adulta.

## Tassonomia
Le Trachylinae sono considerate come ordine in alcune classificazioni alternative e includono unicamente le famiglie Narcomedusae e Trachymedusae. Actinulidae è comunque considerato un ordine separato e anche Limnomedusae, che era tradizionalmente piazzato nel gruppo parafiletico Hydroida, appartiene molto probabilmente a Trachylinae. Le narcomeduse sono un gruppo monofiletico discendente da un comune antenato delle Trachylinae, non è però chiaro se le limnomeduse e le trachimeduse siano ugualmente gruppi monofiletici.